# Ист Кантон (Охајо)
Ист Кантон (енгл. East Canton) град је у америчкој савезној држави Охајо.

## Демографија
По попису из 2010. године број становника је 1.591, што је 38 (-2,3%) становника мање него 2000. године.
| Група             | 2000.         | 2010.         |
| Белци             | 1.526 (93,7%) | 1.484 (93,3%) |
| Афроамериканци    | 63 (3,9%)     | 53 (3,3%)     |
| Азијати           | 1 (0,1%)      | 1 (0,1%)      |
| Хиспаноамериканци | 18 (1,1%)     | 27 (1,7%)     |
| Укупно            | 1.629         | 1.591         |